# Frattamaggiore
Frattamaggiore – miejscowość i gmina we Włoszech, w regionie Kampania, w prowincji Neapol.
Według danych na rok 2004 gminę zamieszkiwały 32 234 osoby, 6446,8 os./km².